# Клюшкіна Аліса Вадимівна
Аліса Вадимівна Клюшкіна — українська актриса.

## Біографія
Народилася 15 березня 1991 року.
У 2013 році закінчила Інститут кіно та телебачення Київського національного університету культури та мистецтв, факультет режисури кіно та ТБ (майстерня Н.В.Шаролапової, Г.Я.Шкляревського).

## Фільмографія
- 2022 «Слід» (Україна), Стефанія Степаненко;
- 2021 «Врятувати Віру» (Україна), зічка;
- 2021 «Різниця у віці» (Україна), Шура - подруга Поліни;
- 2021 «Папік-2» (Україна), співробітниця центру зайнятості;
- 2021 «Клятва лікаря» (Україна), епізод;
- 2021 «Справа тих, хто потопає (Україна)

епізод;
- 2020 «Секс, Інста та ЗНО (Україна);
- 2020 «Розмінна монета» (Україна), Шило;

2020 «Стажер» (Україна), епізод;
- 2019 «Спадкоємці» (Україна), гостя;
- 2019 «Капітанша-2» (Україна), ріелтор;
- 2018 «Виходьте без дзвінка» (Україна), Валентина;
- 2018 «Східні солодощі 2» (Росія, Туреччина, Україна), адміністратор клініки;
- 2018 «СуперКопи. Весілля Цопи», Олеся Носик;
- 2018 «СуперКопи-4», Олеся Носик[1];
- 2018 «Марк + Наталка» (Україна), Галя - автомеханік;
- 2018 «СуперКопи. Шафа таємниць», Олеся Носик;
- 2017 «СуперКопи-3», Олеся Носик[2];
- 2017 «DZIDZIO Контрабас»;
- 2017 «Той, хто не спить» (Україна), Віта;
- 2017 «СишишКопи», Олеся Носик[3];
- 2016 «СуперКопи-2», Олеся Носик;
- 2016 «СуперКопи», Олеся Носик;
- 2016 «Нитки долі» (Україна), прибиральниця;
- 2016 «Забута жінка» (Росія, Україна), мешканка селища;
- 2015 «Заради кохання я все зможу» (Україна), контролер;
- 2012 «Побачення»;